# Biezwil
Biezwil – miejscowość i gmina w Szwajcarii, w kantonie Solura, w jednostce administracyjnej (Amtei) Bucheggberg-Wasseramt, w okręgu Bucheggberg.

## Demografia
W Biezwil mieszka 351 osób. W 2021 roku 5,4% populacji gminy stanowiły osoby urodzone poza Szwajcarią. 